# Думберг, Карл Евгеньевич
Карл Евгеньевич Думберг (нем. Carl Theodor Robert Georg Duhmberg; 12 октября 1862, Российская империя — 2 мая 1931) — русский историк и археолог, директор Керченского музея древностей.
Получив профильное историческое образование, с начала карьеры был вовлечён в исторические исследования. Показал себя как талантливый администратор, при котором музей получил новое здание. Была создана система охраны памятников от нелегальных раскопок. После отставки по состоянию здоровья вёл непубличный образ жизни.

## Биография
Родился 12 октября 1862 года в семье остзейских немцев. Юность провёл в Эстонии, обучался на историко-филологическом факультете Дерптского университета. В 1898—1891 годах был старшим преподавателем истории в Николаевской гимназии в Ревеле. Состоял членом Учёного эстонского общества при Дерптском университете, выполнял обязанности хранителя Нумизматического кабинета. 31 марта 1891 года был назначен на должность заведующего Керченским музеем древностей, преемник Ф. И. Гросса на этом посту.
Поддержку и покровительство К. Е. Думбергу оказывал крупный востоковед и археолог, член-корреспондент ИАН В. Г. Тизенгаузен, пионер исследования меотских памятников северного Причерноморья.
После вступления в должность в письме в Императорскую археологическую комиссию он сообщил, что принял музей и наметил план первоочередных действий, связанных с финансированием музея, систематизацией фондов и археологическими раскопками Пантикапея. В 1896−1899 годах он провёл первые крупномасштабные раскопки Пантикапея на северном склоне горы Митридат. Раскопки по распоряжению из Санкт-Петербурга были прекращены, так как при значительных затратах не приносили желаемых быстрых результатов, в сравнении с более ранними годами, когда имели место находки богатых золотых кладов. Внимание было предложено сосредоточить на многочисленных некрополях. Вместе с профессором университета Святого Владимира Ю. А. Кулаковским Думберг занялся изучением керченских катакомб.
Благодаря расторопности К. Е. Думберга обнаруженная при раскопках чёрными археологами Львиного кургана в саду Волошкевича крупная мраморная фигура льва редчайшей сохранности была выкуплена в казну за 1000 рублей и осталась в стране. При этом 300 рублей задатка Думберг внёс на свой страх и риск. Также музей получил права на продолжение раскопок кургана. Сейчас статуя находится в Санкт-Петербурге, в собрании Государственного Эрмитажа.

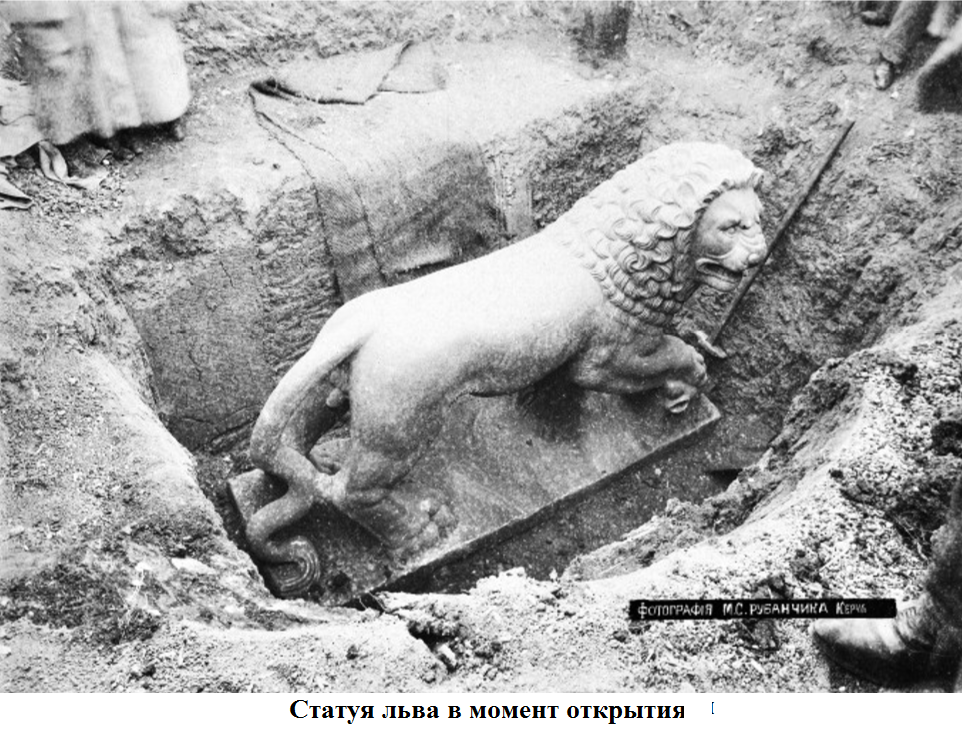
Статуя льва из Львиного кургана Керчи в раскопе, 13 сентября 1894 года
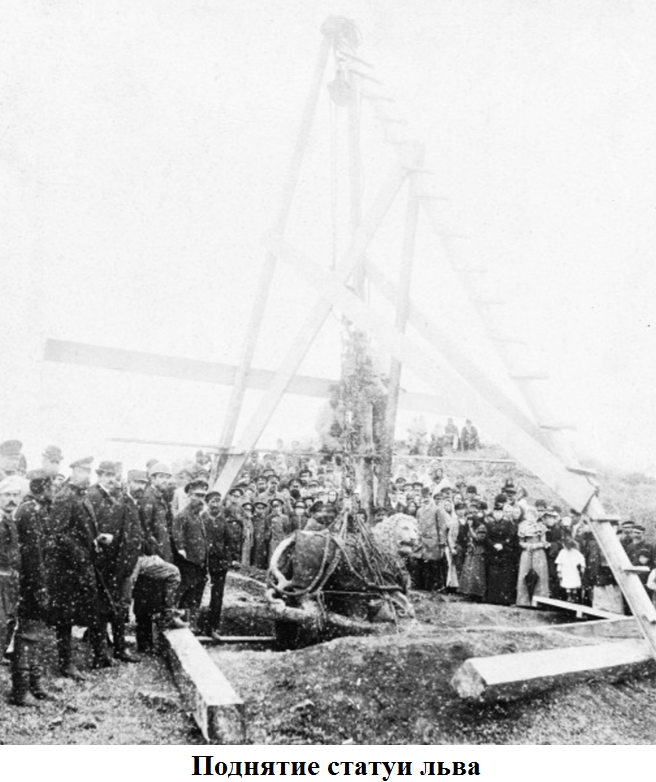
Извлечение статуи

Также Думберг смог организовать действенную борьбу с чёрным кладоискательством. Журналист А. Половцов в двух номерах столичных «Московских ведомостей» так описал эту нелицеприятную сторону исследований «русской Помпеи»:

«Теперешние грабители имеют даже особенную кличку: их зовут „счастливчиками“. Ещё несколько лет тому назад они составляли в Керчи армию человек в полтораста — двести... Иные счастливчики с виду немногим отличались от разбойников... За последние восемь лет отсидело их в тюрьме человек до пятисот (считая и рецидивистов): теперь хищения стали сравнительно редки и производятся лишь по ночам. Некоторые из наиболее опасных счастливчиков совершенно сложили оружие и перешли в армию Думберга, то есть в его рабочую артель».

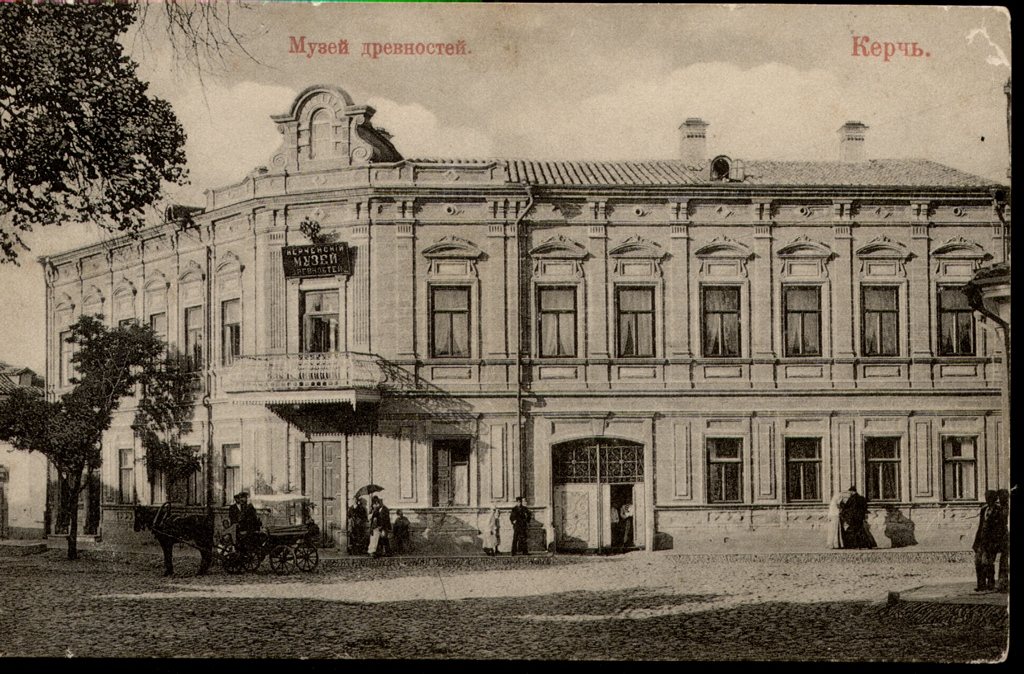
Здание Керченского музея древностей до 1922 года

Поскольку в Керчи расширялось гражданское строительство, вырос и объём охранных раскопок, то есть выявления памятников на местах будущего строительства, что также входило в компетенцию Думберга. Результаты археологических исследований Думберга хранятся в Керченском историко-археологическом музее (часть погибла в 1942 году) и в Институте истории материальной культуры РАН в Санкт-Петербурге. Всеми силами он противился передаче перспективных в археологическом отношении участков из казны в частные руки, в особенности склонов горы Митридат, с максимальной концентрацией памятников. При директоре Думберге музей получил новое просторное здание.
Приступив к работе без классного чина и звания, уже спустя 10 лет К. Е. Думберг благодаря энергии и образованию получил чин надворного советника, который давал права личного дворянства. 16 января 1897 года Думберг был представлен к награждению серебряной медалью «В память царствования императора Александра III». Произведён в чин коллежского секретаря и награждён орденом Св. Анны III степени. В 1897 году активно участвовал в первой всеобщей переписи Российской империи, за что был пожалован бронзовой медалью для ношения на груди на ленте из ведомства государственных учётов. В 1897 году был произведён в чин титулярного советника.
Думберг был избран действительным членом Императорского Одесского общества истории и древностей (1894) и членом Таврической учёной архивной комиссии в городе Симферополе (1899). С 1900 года он стал член-корреспондентом Русского археологического общества.
В 38 лет Карл Думберг выглядел так: «высокого роста, крепкого телосложения, постоянно кашляет и страдает одышкой». Он сильно страдал от приступов ревматизма, которые сам объяснял пребыванием «в сырых раскопах и могилах во всякое время года и при всякой погоде». 15 мая 1901 года К. Е. Думберг добился увольнения по болезни и передал дела директора музея В. В. Шкорпилу. Думбергу назначили небольшую пенсию в 333 рубля. В дальнейшем он трудился в Статистическом комитете в Керчи, дослужившись до чина коллежского советника, но к археологии больше не вернулся.
С 1915 года он работал старшим преподавателем и инспектором частной гимназии, позднее — ассистентом минералогического кабинета Дерптского университета. По косвенным данным после 1918 года переехал в Германию. Умер 2 мая 1931 года.

## Семья
Детали личной жизни К. Е. Думберга и его единственное фото известны из историко-генеалогического исследования Я. Н. Мальмберг, его дальней родственницы.
- Первая жена — Альвина Густавовна Думберг (урождённая Розенфланцер), приехала с ним в Керчь в 1891 году.
- Сын — Митридат (Евгений Карл Митридат) Думберг. Он родился в Керчи 26 августа 1892 и был назван в память о проводившихся отцом в Керчи на горе Митридат раскопках. Митридат Думберг учился в Дерпте и стал моряком.
- Вторая жена — Сонелла фон Киль (нем. Sonella-Sophie Helena von Kiel, 4 января 1863—21 марта 1968), в браке со 2 сентября 1907 года. Детей в этом браке не было.